# Waddingham
Waddingham – wieś w Anglii, w hrabstwie Lincolnshire, w dystrykcie West Lindsey. Leży 25 km na północ od Lincoln i 218 km na północ od Londynu.